# Красногвардійська районна рада
Красногварді́йська райо́нна ра́да Автоно́мної Респу́бліки Кри́м — орган місцевого самоврядування Красногвардійського району Автономної Республіки Крим. Розміщується в селищі міського типу Красногвардійське.
З 15 квітня 2014 року районна рада тимчасово не виконує обов'язки через окупацію Автономної Республіки Крим Російською Федерацією.

## Склад ради

### VI скликання
Рада складається з 40 депутатів, з них половина — обрані в одномандатних мажоритарних виборчих округах та половина — в багатомандатному виборчому окрузі.
Останні вибори до районної ради відбулись 31 жовтня 2010 року. Найбільше депутатських мандатів отримала Партія регіонів — 30 (16 — в одномандатних округах та 14 — в багатомандатному окрузі). Народний рух України завів до ради 6 депутатів (по 3 відповідно), Комуністична партія України — 2 (в багатомандатному окрузі), партія «Союз» — 1 депутат в багатомандатному окрузі та «Сильна Україна» — 1 мандат в одномандатному виборчому окрузі.

#### Голова
Головою Красногвардійської районної ради в 2010 році було обрано депутата від Партії регіонів Олександра Селевіна, тодішнього керуючого справами ради.